# Ognjen Kuzmić
Ognjen Kuzmić (sr. Огњен Кузмић; ur. 16 maja 1990 w Doboju) – serbski koszykarz, występujący na pozycji środkowego, mistrz NBA z 2015, aktualnie zawodnik Crvenej Zvezdy MTS.
27 lipca 2015 podpisał dwuletnią umowę z greckim klubem Panathinaikos Ateny. 26 lipca 2017 został zawodnikiem hiszpańskiego Realu Madryt.
3 lipca 2019 zawarł dwuletni kontrakt z serbską Crveną Zvezda MTS.

## Osiągnięcia
Stan na 15 listopada 2019, na podstawie, o ile nie zaznaczono inaczej.
Drużynowe
- Mistrz:
  -  NBA (2015)[7]
  - Euroligi (2018)
  - Hiszpanii (2018, 2019)
  - D-League (2015)
  - Ligi Adriatyckiej (2017)
  - Serbii (2017)
- Wicemistrz Finlandii (2010)
- Zdobywca:
  - pucharu:
    - Serbii (2017)
    - Grecji (2016)

  - superpucharu Hiszpanii (2018)
- Finalista pucharu:
  - Hiszpanii (2018, 2019)
  - Bośni i Hercegowiny (2008)
- 3. miejsce w Eurolidze (2019)

Indywidualne
(* – nagrody przyznane przez portal eurobasket.com)
- MVP:
  - miesiąca Euroligi (styczeń 2017)
  - 11 kolejki Ligi Adriatyckiej (2016/17)
- Środkowy roku ligi serbskiej (2017)*[2]
- Zaliczony do:
  - II składu Ligi Adriatyckiej (2017)*[2]
  - III składu defensywnego D-League (2015)
- Lider:
  - D-League w zbiórkach (2014)
  - II ligi hiszpańskiej LEB Oro w blokach (2012)

Reprezentacja
- Uczestnik mistrzostw Europy (2015 – 4. miejsce)